# 10609 Хірай
10609 Хірай (10609 Hirai) — астероїд головного поясу, відкритий 28 листопада 1996 року.
Тіссеранів параметр щодо Юпітера — 3,316.